# Meshkin Dasht
Meshkīn Dasht o Meshginabad (farsi مشکین‌دشت) è una città dello shahrestān di Karaj, circoscrizione Centrale, nella provincia di Alborz in Iran. Aveva, nel 2006, una popolazione di 43.696 abitanti. Si trova a sud di Karaj.